# Vera Janacópulos
Vera Janacópulos (Petrópolis, 20 de dezembro de 1886 ou 1892 – Rio de Janeiro, 5 de dezembro de 1955) foi uma soprano brasileira popular no começo do século XX.

## Biografia
Vera Janacópulos nasceu em Petrópolis, em 1892. De ascendência grega, era sobrinha do político Pandiá Calógeras. Após a morte da mãe, Vera é levada para Paris com a irmã Adriana, que viria a se tornar escultora. Em Paris, Janacopoulos estudou violino com o compositor romeno George Enescu, mas abandonou o instrumento para se dedicar ao canto. 
Em 1914, Janacópulos apresenta-se pela primeira vez em um recital de canto, juntamente com Magda Tagliaferro. A soprano teve uma carreira de sucesso se apresentando em diversos países da Europa (Alemanha, Bélgica, Países Baixos, França, Espanha, Itália, Suíça), América do Norte (Estados Unidos) e do Sul (Argentina e Brasil) e na Ásia (Java, Sumatra e Célebes). Interpretou obras de, entre outros compositores, Igor Stravinski, Sergei Prokofiev (com quem adaptou sua ópera O Amor das Três Laranjas), Darius Milhaud, Manuel de Falla e Heitor Villa-Lobos, sendo divulgadora da obra do compositor brasileiro no exterior.
Janacópulos volta ao Brasil definitIvamente em 1940, estabelecendo-se em São Paulo, onde foi programadora da Rádio Gazeta por oito anos. Também foi professora de canto, onde deu aulas de dicção na Escola de Arte Dramática.

## Homenagens
Um busto de Vera Janacópulos, esculpido em 1958 por sua irmã Adriana, adorna a Praça Paris, no Rio de Janeiro. O acervo da cantora está arquivado na biblioteca do centro de Letras e Artes da Universidade Federal do Estado do Rio de Janeiro (UNIRIO); um auditório da instituição também leva seu nome.